# Степановка (Ивано-Франковская область)
Степановка (укр. Степанівка) — село в Верхнянской сельской общине Калушского района Ивано-Франковской области Украины.
Население по переписи 2001 года составляло 476 человек. Занимает площадь 1,582 км². Почтовый индекс — 77323. Телефонный код — 03472.